# Markantun de Dominis
Markantun de Dominis, auch Markus Antonius de Dominis und Marco Antonio de Dominis, (kroat. Marko Gospodnetić; * 1560 auf Rab, heute Kroatien; † 9. November 1624 in Rom) war ein kroatischer Bischof von Senj und Erzbischof von Split. Er wirkte als Theologe, Philosoph, Mathematiker, Physiker und Autor. Markantun de Dominis wird zu den berühmtesten Wissenschaftlern seiner Epoche gezählt.

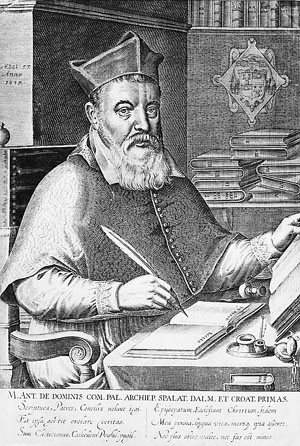
Autorenbild, London 1617

## Leben
Geboren wurde Marko Gospodnetić im Jahre 1560 auf der kroatischen Insel Rab. Sein Theologie- und Philosophiestudium absolvierte de Dominis bei den Jesuiten in Italien. 1579 entschloss er sich, in den Jesuitenorden in Novalleri einzutreten. Als Universitätsprofessor lehrte er ab 1581 bis 1585 an der Universität Verona. Seine eigenen theologischen Studien setzte de Dominis zwischen den Jahren 1588 bis 1592 an der Theologischen Fakultät Collegio Massimo in Padua fort. Die Priesterweihe
erhielt er im Jahr 1592, zeitgleich lehrte de Dominis als Professor für Rhetorik am Jesuitenkolleg in Brescia bis in das Jahr 1595.

### Bischofsamt
Im Jahre 1596 trat Markantun de Dominis aus dem Jesuitenorden aus und wurde im Jahre 1600 zum Bischof des historischen Bistums Senj ernannt und leitete dieses bis in das Jahr 1602. Aufgrund seiner Unterstützung Venedigs, was von Senjer-Uskoken als Landesverrat angesehen wurde, musste er im Zuge eines Aufstands aus Senj fliehen. Papst Clemens VIII. ernannte de Dominis am 15. November 1602 zum Erzbischof von Split und zum Primas von Dalmatien und ganz Kroatien. In seiner Zeit als Erzbischof von Split verfasste de Dominis sein Hauptwerk De Republica Ecclesiastica und führte physikalische wissenschaftliche Experimente durch. Später dienten de Dominis die Erkenntnisse aus seinen Experimenten dazu, das Entstehen des Regenbogens wissenschaftlich zu erklären. In den Jahren 1604 bis 1606 verweilte er vorübergehend in Rom und Venedig und kehrte 1607 nach Split zurück. Im Jahre 1611 wurde de Dominis Traktat De radiis visus et lucis in vitris, perspectivis et iride in Venedig veröffentlicht. Goethe studierte es für seine Farbenlehre. Im Jahre 1614 hielt sich de Dominis in Venedig auf. 1615 kam es im Erzbistum Split zwischen ihm und dem dortigen Klerus zu Streitigkeiten, weswegen de Dominis im Jahre 1616 sein Erzbischofsamt von Split niederlegte.

### England
Auf seinem Reiseweg nach England veröffentlichte de Dominis in Heidelberg die Schrift Epistola ad Episcopos Ecclesiae christianae scripta, in qua causas discessus sui ab Episcopatu exponit gegen den Vatikan, die später in London nachgedruckt wurde. Nach seiner Ankunft am 26. Dezember 1616 in London wurde de Dominis feierlich empfangen, besonders nach seinem endgültigen Bruch mit dem Vatikan. In der englischen Staatshierarchie stand Markantun de Dominis an vierter Stelle. Er unterrichtete an den Universitäten von Oxford und Cambridge. Die Universität Cambridge würdigte de Dominis wissenschaftliches Engagement mit einem Ehrendoktorat für Theologie. In England veröffentlichte er sein Hauptwerk De Republica Ecclesiastica und hielt Protestpredigten gegen den Vatikan. In mehreren Dekreten ab dem Jahr 1616 setzte die römisch-katholische Glaubenskongregation das Werk auf den Index. Es gilt heute als älteste Quelle der Sentenz In necessariis unitas, in dubiis libertas, in omnibus caritas, die sich dort wie folgt findet: Omnesque mutuam amplecteremur unitatem in necessariis, in non necessariis libertatem, in omnibus caritatem.

### Inquisition
Nach der Wahl Gregors XV. zum Papst im Jahre 1622 machte sich de Dominis aus London über Brüssel nach Rom auf. Dort angekommen, gab de Dominis an, dass er bewusst gegen den Vatikan gelogen habe. Diesbezüglich kam er mit der Inquisition in Berührung. De Dominis wurde der Häresie beschuldigt und verbrachte sein Lebensende unter Hausarrest im Castel Sant’Angelo in Rom. In Rom veröffentlichte de Dominis sein letztes Werk Euripus seu de fluxu et refluxu maris sententia. Zwischen dem 8. und 9. November 1624 verstarb Markantun de Dominis eines natürlichen Todes. Sein Leichnam und seine persönlichen Werke (darunter zwei nicht veröffentlichte Bände seines Hauptwerks De Republica Ecclesiastica) wurden durch die Inquisition am 21. Dezember 1624 auf dem Campo dei Fiori in Rom verbrannt.